# Reyal Urbis
Reyal Urbis fue el segundo mayor grupo inmobiliario de España, resultado de la OPA lanzada por Reyal Grupo, propiedad de Rafael Santamaría, sobre Urbis, inmobiliaria de Banesto, por un total de 3.317 millones de euros, en el año 2006. 
En 2008, y tras el pinchazo de la burbuja inmobiliaria, el grupo perdió 875 millones aún habiendo aumentado los ingresos hasta 2.242 millones. A pesar de firmar su refinanciación en octubre de 2008, Reyal Urbis entró en pre-concurso de acreedores en 2012 con un pasivo de 4.500 millones, y un año más tarde presentó el segundo mayor concurso de acreedores del país. En 2017 entró en liquidación, fase que se extiende hasta el presente mediante la subasta pública de sus activos. Reyal Urbis es la mayor morosa de la Hacienda Pública Española, con una deuda superior a los 300 millones de euros.

## Reyal
Construcciones Reyal, S.A. fue constituida como promotora inmobiliaria en 1970 por Rafael Santamaría Moreno, quien lideraría el grupo inmobiliario hasta su fallecimiento en 1997, cuando su hijo, Rafael Santamaría Trigo asciende a la presidencia. El Grupo se vió especialmente favorecido tanto por la burbuja del ladrillo, como por el excelente trato de Rafael Santamaría con José Bono (quien fue acusado de recibir de Santamaría dos áticos en Málaga o caballos para su hípica) o con el ex-alcalde de Madrid, Álvarez de Manzano.
Reyal afirmaba mantener una cartera de suelo de 2,6 millones de metros cuadrados para 26.000 viviendas. En 2004, plena burbuja del ladrillo, Reyal ingresó 160 millones, con un beneficio de casi 44 millones de euros, de los cuales 11,3 millones corresponden a extraordinarios  tras vender su participación en Probayre, S.A., sociedad conjunta con Grupo Barada. Asimismo, matenía, una filial conjunta con Nozar. A pesar de mantener unos fondos propios de 132 millones, las cuentas anuales de 2004 reflejaban un elevado nivel de endeudamiento con un activo total de casi 1.500 millones, de los cuales 850 millones correspondían a suelo (400 millones más que en 2003). Los bajos tipos de interés en los años previos a la crisis del 2008 permitían a Reyal mantener una deuda financiera de casi 500 millones de euros en 2004, abonando un tipo del 2,65% . En 2005, año previo a la OPA, Reyal aumentó el beneficio hasta los 62 millones tras ingresar 164 millones.

## Urbis
Urbis fue constituida en 1946 por Manuel de la Quintana Fergusson, bajo quien se convertiría en una de las inmobiliarias líderes en el sector. Durante los años setenta, Urbis afrontó dificultes financieras tras la reducción de la demanda de viviendas y subidas de los tipos de interés que llevarían al hundimiento de las acciones de la compañía y a la subsiguiente intervención, principalmente por parte de Banesto y de otras cajas de ahorro, las cuales a principios de los 80 mantenían una posición acreedora cercana a los 20.000 millones de pesetas. En 1984, Manuel Ángel de la Quintana García, hijo del fundador, fue asesinado en Madrid. En los años 80, y tras obtener financiación bancaria, en gran parte de su accionista mayoritario, Banesto, la compañía recuperó su posición rápidamente y se consolidó como una de las primeras inmobiliarias del país, especialmente al calor de la burbuja.
Urbis era un grupo inmobiliario con un tamaño muy superior al de Reyal, con una facturación del entorno de los 600 millones de euros y con un importante patrimonio en alquiler que le reportaba 40 millones de euros anuales. Con un activo de 3.000 millones y un patrimonio neto de 900 millones de euros, Urbis era una inmobiliaria saneada.